# Baia di San Alberto
La baia di San Alberto (San Alberto Bay) si trova nell'Arcipelago di Alessandro Arcipelago Alexander) nell'Alaska sud-orientale (Stati Uniti d'America).

## Etimologia
Chiamata inizialmente "Seno de San Alberto" o "Saint Albert Bay", questa baia venne nominata da Francisco Antonio Mourelle de la Rúa (La Coruña, 17 luglio 1750 – Cadice, 24 maggio 1820), un ufficiale della marina ed un esploratore spagnolo, circa il 24 maggio 1779 quando esplorò per la prima volta questo braccio di mare.

## Geografia
La baia è delimitata dall'isola di San Fernando (San Fernando Island) a occidente, dall'isola Principe di Galles (Prince of Wales Island) a oriente e a nord e a sud dall'isola di San Juan Bautista (San Juan Bautista Island).

### Località presenti nella baia
Nella baia si affacciano due piccole cittadine, entrambe situate sulla costa occidentale dell'isola Principe di Galles (Prince of Wales Island):
- Klawock: abitanti 854 (2000) 55°33′18″N 133°05′07″W.
- Craig: 1201 (2010) 55°28′35″N 133°08′54″W.

Le due cittadine sono collegate dall'unica strada presente nella baia: la Hollis Rd (numerata come 924) che collega la località di Hollis 55°29′00″N 132°38′05″W dove arriva il traghetto da Ketchikan alla città di Klawock e Craig. Un solo aeroporto è presente nell'area, quello di Klawock (IATA: KLW).
Tutte le altre isole sono più o meno disabitate.

### Isole della baia
Nella baia sono presenti le seguenti principali isole:
- Isola di Catalina (Catalina Island)[6] 55°32′56″N 133°17′26″W - L'isola, con una elevazione di 3 metri e una lunghezza di circa 550 metri, si trova nel nord-ovest della baia vicina all'isola di San Fernando (San Fernando Island).
- Isola di Sombrero (Sombrero Island)[7] 55°34′03″N 133°14′16″W - L'isola, con una lunghezza di circa 200 metri, si trova nel nord della baia vicina all'isola Principe di Galles (Prince of Wales Island).
- Isola di Abbess (Abbess Island)[8] 55°33′26″N 133°10′39″W - L'isola, con una lunghezza di circa 1,4 chilometri e una elevazione di 21 metri, si trova nel nord-est della baia vicina all'isola di Wadleigh (Wadleigh Island).
- Isola di Wadleigh (Wadleigh Island)[9] 55°33′42″N 133°08′33″W - L'isola, con una lunghezza di circa 9,5 chilometri e una elevazione di 81 metri, si trova nel nord-est della baia vicina all'isola Principe di Galles (Prince of Wales Island).
- Isole di Alberto (Alberto Islands)[10] 55°32′20″N 133°10′45″W - Il gruppo di isole, con una estensione di 3,2 chilometri e una elevazione di 3 metri, si trova all'estremità meridionale dell'isola di Wadleigh (Wadleigh Island).
- Isola di Clam (Clam Island)[11] 55°31′09″N 133°09′29″W - L'isola, con una estensione di circa 860 metri, si trova all'estremità meridionale dell'isola di Wadleigh (Wadleigh Island).
- Isola di Parida (Parida Island)[12] 55°31′09″N 133°14′35″W - L'isola, con una estensione di circa 430 metri e una elevazione di 5 metri, si trova al centro della baia.
- Isola di Fish Egg (Fish Egg Island)[13] 55°29′32″N 133°10′13″W - L'isola, con una estensione di circa 3 chilometri e una elevazione di 24 metri, si trova di fronte alla cittadina di Craig.
- Isola di Cole (Cole Island)[14] 55°29′56″N 133°09′35″W - L'isola, con una estensione di circa 300 metri, si trova all'interno del canale di Klawock (Klawock Inlet).
- Isole di Ballena (Ballena Islands)[15] 55°28′09″N 133°11′48″W - Il gruppo è formato da due isole per una estensione totale di 1,29 chilometri e si trova nella zona sud della baia.
- Isola di Balandra (Balandra Island)[16] 55°27′14″N 133°13′05″W - L'isola, con una estensione di circa 350 metri, si trova di fronte all'isola di San Juan Bautista (San Juan Bautista Island).

### Insenature e altre masse d'acqua
Nella baia sono presenti le seguenti principali insenature:
- Canale di San Christoval (San Christoval Channel)[17] 55°35′08″N 133°20′54″W - Il canale si trova a nord-ovest della baia e divide l'isola di San Fernando (San Fernando Island) dall'isola Principe di Galles (Prince of Wales Island).
- Canale di Shinaku (Shinaku Inlet)[18] 55°34′49″N 133°09′25″W - Il canale si trova a nord-est della baia e divide l'isola Principe di Galles (Prince of Wales Island) dall'isola di Wadleigh (Wadleigh Island).
- Canale di Klawock (Klawock Inlet)[19] 55°31′52″N 133°07′27″W - Il canale si trova a nord-est della baia e divide l'isola di Wadleigh (Wadleigh Island), a nord e l'isola di Fish Egg (Fish Egg Island) a sud dalle cittadine di Klawock e Craig posizionate sulla costa dell'isola Principe di Galles (Prince of Wales Island).
- Baia di Crab (Crab Bay)[20] 55°28′58″N 133°07′55″W - La baia, che si trova all'interno del canale di Klawock (Klawock Inlet), limita la parte settentrionale dell'abitato di Craig; la baia è ampia 1,1 chilometri.
- Baia di Bagial (Port Bagial)[21] 55°27′59″N 133°07′54″W - La baia, che si trova all'interno del canale di Klawock (Klawock Inlet), limita la parte meridionale dell'abitato di Craig; la baia è ampia 1,5 chilometri.
- Canale di Ursua (Ursua Channel)[22] 55°26′57″N 133°19′36″W - Il canale si trova a sud-ovest della baia e divide l'isola di San Juan Bautista (San Juan Bautista Island) dall'isola di San Fernando (San Fernando Island).
- Baia di Bucareli (Bucareli Bay)[23] 55°22′12″N 133°24′14″W - Il canale si trova a sud-est della baia e divide l'isola di San Juan Bautista (San Juan Bautista Island) dall'isola Principe di Galles (Prince of Wales Island).

### Promontori marini della baia
Nella baia sono presenti i seguenti promontori marini:
Lato nord - Isola Principe di Galles (Prince of Wales Island):
- promontorio Ildefonso (Point Ildefonso) 55°34′06″N 133°15′53″W - Il promontorio si trova in una piccola isola tra le isole Hermanos (Hermanos Islands) e l'isola Sombrero (Sombrero Island).

Lato est - Isola Principe di Galles (Prince of Wales Island):
- promontorio Entrance (Entrance Point) 55°31′13″N 133°08′48″W - Il promontorio, con una elevazione di 7 metri, si trova all'estremo sud dell'isola di Wadleigh (Wadleigh Island).
- promontorio di Suspiro (Cape Suspiro) 55°27′35″N 133°08′17″W - Il promontorio si trova a sud dell'abitato di Craig ed ha una elevazione di 13 metri.

Lato sud - Isola di San Juan Bautista (San Juan Bautista Island):
- promontorio di Agueda (Agueda Point) 55°27′01″N 133°14′30″W - Il promontorio si trova all'estremo nord dell'isola di San Juan Bautista e divide la baia di Bucareli (Bucareli Bay) dal canale di Ursua (Ursua Channel).

Lato ovest - Isola di San Fernando (San Fernando Island):
- promontorio di Polocano (Point Polocano) 55°32′13″N 133°17′34″W - L'elevazione del promontorio, che si trova a nord della baia di San Alberto, è di 32 metri.
- promontorio di Fern (Fern Point) 55°30′13″N 133°16′59″W - L'elevazione del promontorio, che si trova a metà della baia di San Alberto di fronte alla cittadina di Craig, è di 20 metri.
- promontorio di Cuerbo (Point Cuerbo) 55°28′34″N 133°18′55″W - L'elevazione del promontorio, che si trova all'entrata nord del canale di Ursua (Ursua Channel), è di 11 metri.

### Altro
Un unico fiume di una certa importanza si immette nella baia: il fiume Klawock (Klawock River) 55°32′59″N 133°04′43″W. Il fiume nasce dal lago di Klawock (Klawock Lake) e sfocia nell'insenatura di Klawock (Klawock Inlet) presso la cittadina omonima.